# Roman Vlasov
Roman Andreyevich Vlasov (em russo:  Роман Андреевич Власов; Novosibirsk, 6 de outubro de 1990) é um lutador de estilo greco-romana russo, campeão olímpico.

## Carreira
Vlasov competiu na Rio 2016, na qual conquistou a medalha de ouro, na categoria até 75 kg.